# 高小燕
高小燕（1957年—），女，山西石楼人，中国人民解放军少将。

## 简历
高小燕曾就职于第四军医大学，后来任中国人民解放军总后勤部后勤科学研究所政治部干事、政治部主任。2005年底，出任中国人民解放军总医院第三〇九临床部（2009年改为中国人民解放军总参谋部总医院）政委。2012年，调往郑州，担任中国人民解放军信息工程大学副政委、纪委书记，晋升为少将。2014年11月，因涉及三〇九医院后勤基建部门窝案，高小燕被检察机关带走。